# Scott La Rock
Scott La Rock, eg. Scott Monroe Sterling, född 2 mars 1962, död 27 augusti 1987, var en amerikansk musiker och DJ.
Scott La Rock bildade Boogie Down Productions tillsammans med KRS-One och D-Nice; de släppte det stilbildande albumet Criminal Minded 1987.
La Rock sköts till döds 1987, när han försökte att avstyra ett slagsmål.